# مسلم مجدمی
مسلم مجدمی (زادهٔ ۱۶ تیر ۱۳۷۵ در شادگان)، بازیکن فوتبال اهل ایران است که در پست هافبک بازی می‌کند.

## آمار باشگاهی
تا تاریخ ۲۶ اکتبر ۲۰۱۹٫
| باشگاه          | سطح                   | فصل     | لیگ  | لیگ | جام حذفی | جام حذفی | باشگاه‌های آسیا | باشگاه‌های آسیا | مجموع | مجموع |
| باشگاه          | سطح                   | فصل     | بازی | گل  | بازی     | گل       | بازی           | گل             | بازی  | گل    |
| --------------- | --------------------- | ------- | ---- | --- | -------- | -------- | -------------- | -------------- | ----- | ----- |
| صنعت نفت آبادان | لیگ آزادگان (دسته یک) | ۹۵–۱۳۹۴ | ۶    | ۰   | –        | –        | –              | –              | ۶     | ۰     |
| صنعت نفت آبادان | لیگ برتر خلیج فارس    | ۹۶–۱۳۹۵ | ۵    | ۰   | –        | –        | –              | –              | ۵     | ۰     |
| صنعت نفت آبادان | لیگ برتر خلیج فارس    | ۹۷–۱۳۹۶ | ۱۱   | ۰   | ۲        | ۰        | –              | –              | ۱۳    | ۰     |
| صنعت نفت آبادان | لیگ برتر خلیج فارس    | ۹۸–۱۳۹۷ | ۱۴   | ۰   | ۲        | ۰        | –              | –              | ۱۶    | ۰     |
| صنعت نفت آبادان | لیگ برتر خلیج فارس    | ۹۹–۱۳۹۸ | ۸    | ۰   |          |          | –              | –              | ۸     | ۰     |
| مجموع           | مجموع                 | مجموع   | ۴۴   | ۰   | ۴        | ۰        | ۰              | ۰              | ۴۸    | ۰     |